# Eurema novapallida
Eurema novapallida is een vlindersoort uit de familie van de Pieridae (witjes), onderfamilie Coliadinae.
Eurema novapallida werd in 1992 beschreven door Yata.